# Mount Falconer
Mount Falconer är ett berg i Antarktis. Det ligger i Östantarktis. Nya Zeeland gör anspråk på området. Toppen på Mount Falconer är 810 meter över havet.
Terrängen runt Mount Falconer är kuperad åt nordost, men åt sydväst är den bergig. Trakten är obefolkad. Det finns inga samhällen i närheten.